# Аннаба (вилайет)
Анна́ба (араб. ولاية عنابة‎) — вилайет в северо-восточной части Алжира, одноимённый своему административному центру, городу Аннаба.

## Географическое положение
Вилайет расположен недалеко от государственной границы Алжира с Тунисом на побережье Средиземного моря. По территории это один из самых небольших вилайетов Алжира.
Вилайет Аннаба граничит с вилайетами Эль-Тарф на востоке, Гельма на юге и Скикда на западе.

## Административное деление
Административно вилайет разделен на 6 округов и 12 коммун:
| № на карте | Округ                  | Число коммун | Площадь, км² | Население, чел. (2008) |
| ---------- | ---------------------- | ------------ | ------------ | ---------------------- |
| 1          | Аннаба (Annaba)        | 2            | 187          | 264 985                |
| 2          | Айн-Берда (Aïn Berda)  | 3            | 397          | 40 802                 |
| 3          | Эль-Хаджар (El Hadjar) | 2            | 105          | 120 618                |
| 4          | Баррахель (Barrahel)   | 3            | 496          | 49 795                 |
| 5          | Шетаиби (Chetaïbi)     | 1            | 134          | 8035                   |
| 6          | Эль-Буни (El Bouni)    | 1            | 93           | 125 265                |